# Фарнак I (министр)
Фарнак I (по-эламски: «Парнака»; около 565 до н. э.. — 497 до н. э.?) — министр финансов Персидской империи в 506—497 до н. э., основатель рода Фарнакидов.

## Биография
Фарнак происходил из царского рода Ахеменидов, был сыном Аршамы. Сначала был подчиненным сатрапа Вавилонии Гобрия, затем его племянника Дария I, в 522 до н. э. ставшего царём Персии. Играл важную роль при царском дворе. Согласно табличкам из архива в Персеполе, в 506—497 до н. э. исполнял обязанности министра финансов. Ввел паспорта, должности судей, счетоводов, караваны. Упорядочил сбор налогов. На посту подскарбия его сменил Аспацин.
Фарнак имел сына Артабаза I, который в 477 до н. э. стал сатрапом Фригии. Род Фарнака руководил ею до IV века до н. э.